# Колапс бронзаног доба
Колапс бронзаног доба је назив за прелазни период од касног бронзаног доба ка раном гвозденом добу у југозападној Азији и источном Средоземљу за који неки историчари сматрају да је био насилан, изненадан и деструктиван по културе бронзаног доба. Дворске економије егејских и малоазијских предела које су одликовале касно бронзано доба су замењене културама изолованих насеља Мрачног старог века.
Између 1206. и 1150. п. н. е. пропаст микенских краљевстава, Хетитског краљевства у Анадолији и Сирији, Новог краљевства у Сирији и Ханану је прекинуло трговачке руте и значајно смањило писменост. У првој фази овог периода, скоро сваки град између Грчке и Газе је уништен и често остављен ненасељен после тога: примери су Хатуша, Микена и Угарит.
Постепени крај Мрачног доба које је уследило је означио успон насељених неохетитских-арамејских краљевстава половином 10. века п. н. е. и Новоасирског краљевства.